# Мава (Нью-Джерсі)
Мава (англ. Mahwah) — селище (англ. village) в США, в окрузі Берген штату Нью-Джерсі. Населення — 25 487 осіб (2020).

### Клімат
| Клімат : Мава         | Клімат : Мава | Клімат : Мава | Клімат : Мава | Клімат : Мава | Клімат : Мава | Клімат : Мава | Клімат : Мава | Клімат : Мава | Клімат : Мава | Клімат : Мава | Клімат : Мава | Клімат : Мава | Клімат : Мава |
| Показник              | Січ.          | Лют.          | Бер.          | Квіт.         | Трав.         | Черв.         | Лип.          | Серп.         | Вер.          | Жовт.         | Лист.         | Груд.         | Рік           |
| Середній максимум, °C | 2,2           | 3,9           | 9,4           | 15,6          | 21,7          | 26,1          | 28,9          | 27,8          | 23,9          | 17,8          | 11,7          | 5,0           | 16,2          |
| Середній мінімум, °C  | −7,8          | −6,7          | −1,7          | 3,9           | 8,9           | 13,9          | 16,7          | 16,1          | 11,7          | 5,0           | 0,6           | −4,4          | 4,7           |
| Норма опадів, мм      | 79            | 76            | 98            | 107           | 104           | 118           | 112           | 112           | 112           | 114           | 103           | 100           | 1235          |
| --------------------- | ------------- | ------------- | ------------- | ------------- | ------------- | ------------- | ------------- | ------------- | ------------- | ------------- | ------------- | ------------- | ------------- |
| Джерело:              |               |               |               |               |               |               |               |               |               |               |               |               |               |

## Демографія
Згідно з переписом 2010 року, у селищі мешкало 25 890 осіб у 9505 домогосподарствах у складі 6242 родин. Було 9868 помешкань
Расовий склад населення:
| - 85,7 % — білих - 7,8 % — азіатів - 2,6 % — чорних або афроамериканців - 0,6 % — корінних американців - 1,4 % — осіб інших рас |

До двох чи більше рас належало 1,9 %. Частка іспаномовних становила 6,3 % від усіх жителів.
За віковим діапазоном населення розподілялося таким чином: 19,8 % — особи молодші 18 років, 66,0 % — особи у віці 18—64 років, 14,2 % — особи у віці 65 років та старші. Медіана віку мешканця становила 40,4 року. На 100 осіб жіночої статі у селищі припадало 87,1 чоловіків; на 100 жінок у віці від 18 років та старших — 82,6 чоловіків також старших 18 років.
Середній дохід на одне домашнє господарство становив 138 601 долар США (медіана — 107 336), а середній дохід на одну сім'ю — 169 690 доларів (медіана — 129 446). Медіана доходів становила 86 389 доларів для чоловіків та 68 669 доларів для жінок. За межею бідності перебувало 2,5 % осіб, у тому числі 0,9 % дітей у віці до 18 років та 2,4 % осіб у віці 65 років та старших.
Цивільне працевлаштоване населення становило 13 961 осіб. Основні галузі зайнятості: освіта, охорона здоров'я та соціальна допомога — 28,3 %, науковці, спеціалісти, менеджери — 14,9 %, роздрібна торгівля — 13,1 %.

## Персоналії
- Джейн Ваєтт (1910—2006) — американська актриса.